# Tyttocharax madeirae
Tyttocharax madeirae är en fiskart som beskrevs av Fowler, 1913. Tyttocharax madeirae ingår i släktet Tyttocharax och familjen Characidae. Inga underarter finns listade i Catalogue of Life.